# David Cameron
David William Donald Cameron, barone Cameron di Chipping Norton, (Londra, 9 ottobre 1966) è un politico britannico, Primo ministro del Regno Unito dall'11 maggio 2010 al 13 luglio 2016. Nello stesso periodo ha detenuto anche la carica di primo Lord del Tesoro e di ministro per la pubblica amministrazione. Dal 13 novembre 2023 al 5 luglio 2024 ha ricoperto la carica di Segretario di Stato per gli affari esteri, del Commonwealth e dello sviluppo nel governo Sunak e dal 17 novembre 2023 è membro della Camera dei lord.
È stato leader del Partito Conservatore dal 6 dicembre 2005 all'11 luglio 2016; il partito da lui guidato ha ottenuto il 36,1% dei voti alle elezioni generali del 2010, non riuscendo a conquistare la maggioranza assoluta dei seggi e formando, pertanto, un hung Parliament, cioè un parlamento senza maggioranza assoluta. Nonostante questo, egli è riuscito a siglare un accordo con i Liberal Democratici di Nick Clegg per costituire un governo di coalizione. È stato membro del Parlamento per Witney dal 2001 al 2016. Esprime posizioni di ambito conservatore (conservatorismo uninazionale) e la sua visione politica presenta aspetti liberali sia in campo economico sia in campo sociale.
La sua premiership è stata contrassegnata dagli effetti della crisi finanziaria degli ultimi anni 2000, che hanno comportato un forte deficit nelle finanze pubbliche che il suo governo ha cercato di ridurre attraverso le misure di austerità; durante il suo governo si sono tenuti il referendum sulla riforma elettorale, il referendum sull'indipendenza scozzese e il referendum sulla permanenza del Regno Unito nell'UE, in seguito all'esito del quale Cameron si è dimesso. Gli è così succeduta Theresa May. A livello internazionale, il governo Cameron ha partecipato all'intervento militare in Libia del 2011 e in seguito ha autorizzato il bombardamento dello Stato islamico dell'Iraq e del Levante.
Cameron è stato elogiato per la modernizzazione del partito conservatore e per la riduzione del deficit nazionale del Regno Unito. Al contempo, è stato criticato da figure sia di sinistra sia di destra, ed è stato accusato di opportunismo politico ed elitarismo.

## Biografia

Le armi della famiglia Cameron

### Famiglia e origini
David Cameron è il figlio minore di Ian Donald Cameron (1932 - 2010), stockbroker nella City, e di sua moglie, Mary Fleur Mount (giudice di pace, figlia di Sir William Mount). Nato a Londra, è cresciuto a Peasemore nel Berkshire con il fratello maggiore Alexander, di tre anni più grande, e due sorelle, Tania e Clare. La famiglia paterna, membro dell'antico clan scozzese dei Cameron che ha sede a Inverness, nelle Highlands, aveva fatto fortuna col commercio del grano a Chicago: il bisnonno di Cameron tornò in Scozia sul finire dell'Ottocento.

#### Parentela con la famiglia reale
Cameron è, inoltre, diretto discendente del re Guglielmo IV d'Inghilterra e della sua amante Dorothea Jordan (e per questo è anche lontano parente del re Carlo III). Come discendente illegittimo di un re, Cameron non è presente nella linea di successione del trono inglese. Guglielmo IV e l'amante Dorothy Jordan ebbero tra gli altri una figlia, Elizabeth FitzClarence, la quale sposò William George Hay XVIII, conte di Erroll. Una delle figlie di quest'ultimo, Agnes, sposò James Duff V, conte di Fife, e i due ebbero, a loro volta, una figlia di nome Agnes, la quale, successivamente, sposò Sir Alfred Cooper. Da quest'ultima coppia nacque Stephanie Agnes Cooper, che sposò Arthur Francis Levita, avendo poi una figlia, Edith Agnes Maud Levita, la quale sposò Ewen Donald Cameron. La coppia ebbe un figlio, Ian Donald Cameron, il padre di David.
La nonna materna di suo padre, Stephanie Levita, era, inoltre, sorella di Duff Cooper, I visconte Norwich, autore e uomo rappresentativo del partito conservatore inglese, marito di Lady Diana Cooper (figlia dell'VIII duca di Rutland) attrice e celebrità della sua epoca. Sua nonna paterna, Enid Levita, era figlia del I barone Manton ed era nipote di Sir Cecil Levita, membro del consiglio della contea di Londra nel 1928. Attraverso la parentela con i Manton, Cameron ha anche legami familiari con il barone Hesketh, rappresentante del partito conservatore alla Camera dei Lord dal 1991 al 1993 e tesoriere del partito stesso dal 2003 in poi. Il nonno materno di Cameron era Sir William Mount, ufficiale d'esercito e alto sceriffo del Berkshire, mentre il suo bisnonno era Sir William Mount, parlamentare conservatore per l'area di Newbury dal 1918 al 1922.

### Educazione e ingresso in politica
Negli anni universitari Cameron ha fatto parte dell'esclusivo club Bullingdon, noto alla cronaca per gli episodi di devastazione di ristoranti e negozi. Per tali atti Cameron fu anche arrestato assieme all'ex sindaco londinese Johnson. Educato nella prestigiosa scuola privata di Eton e conseguita la laurea a Oxford nel 1988 in filosofia, politica ed economia (PPE), David Cameron è stato eletto leader dando voce al bisogno di un ricambio generazionale tra i Conservatori più per il suo stile personale ottimista e informale che per la sua provenienza sociale. In seguito a tre sconfitte elettorali consecutive (1997, 2001, 2005) subite a opera del Partito Laburista di Tony Blair, il Partito Conservatore si è trovato sotto crescenti richieste di rinnovamento interno.
David Cameron ha voluto immediatamente mostrare il volto del ricambio generazionale di un partito sempre più considerato espressione di idee sociali superate. Senza contare il suo stile carismatico, la sua dichiarata passione per i Radiohead e The Smiths e un linguaggio giovanile e affabile, Cameron ha - non senza polemiche - adottato molte idee finora associate a una Gran Bretagna più moderna e Tony Blair. Ad esempio, il totale abbandono di riferimenti discriminatori verso minoranze sessuali nel programma dei nuovi Conservatori; politiche ambientali più responsabili e sostenibili; la possibilità di legalizzare le droghe leggere e la difesa della sanità pubblica.
I suoi critici da sinistra parlano di una metamorfosi improvvisa dovuta a calcoli elettoralistici piuttosto che a convinzioni vere. Da destra, invece, le critiche riguardano l'opportunità di adottare uno stile "blairiano" proprio nel momento in cui la reputazione politica di Tony Blair nel Regno Unito è in netto ribasso.

## Carriera politica

### Dipartimento di Ricerca Conservatore
Dopo la laurea, Cameron lavorò per il Dipartimento di Ricerca Conservatore, tra il 1988 e il 1993. Un articolo su di lui nel Mail on Sunday del 18 marzo 2007 affermava che nel giorno in cui doveva effettuare un colloquio presso l'Ufficio Centrale dei conservatori, fu ricevuta una telefonata da Buckingham Palace. Dall'altro capo del telefono un uomo disse: "Capisco che deve vedere David Cameron. Ho cercato in tutti i modi di dissuaderlo dallo sprecare tempo nella politica, ma ho fallito. Sto chiamando per dirle che sta incontrando un uomo davvero notevole."
Nel 1991 Cameron fu a Downing Street per lavorare con John Major per le allora bisettimanali domande al Primo Ministro. Un giornale riconobbe a Cameron di aver messo in evidenza a favore di Major "un terribile discorso fuorviante" di Tony Blair, l'allora portavoce per l'Occupazione del Partito Laburista, riguardo all'effetto di un salario minimo nazionale. Cameron divenne capo della sezione politica del Dipartimento di Ricerca dei Conservatori e nell'agosto 1991 fu scelto per succedere a Judith Chaplin come Segretario Politico del Primo Ministro.
David Cameron perse tuttavia contro Jonathan Hill, che fu nominato a quella carica nel marzo 1992. Cameron diventò tuttavia consigliere di John Major per le conferenze stampa durante le elezioni generali del 1992. Durante la campagna, Cameron fu una delle persone che lavorarono tra le 12 e le 20 ore al giorno, dormendo nella casa di Sir Alan Duncan Gayfere Street, a Westminster, che era stato il quartier generale di Major durante la campagna per la leadership dei conservatori. Cameron diresse la sezione economica: fu mentre lavorava a questa campagna che Cameron iniziò a lavorare insieme a Steve Hilton, che divenne poi Direttore di Strategia durante la sua leadership di partito. Si dice che il sacrificio di alzarsi alle 4:45 del mattino tutti i giorni abbia spinto Cameron ad abbandonare la politica in favore del giornalismo.

### Consigliere speciale
Il successo insperato dei conservatori alle elezioni del 1992 portò Cameron a scontrarsi con i membri del partito più anziani che l'avevano criticato, insieme ai suoi colleghi. Fu riportata sui giornali una sua frase il giorno dopo le elezioni: "Qualunque cosa la gente dica di noi, abbiamo condotto bene la campagna"; aggiunse anche che avevano ascoltato i lavoratori sul campo, e non sui giornali. Egli rivelò che aveva portato altri membri della sua squadra a irridere i laburisti nella loro vecchia sede, in Smith Square presso la Transport House. Cameron fu ricompensato con una promozione a Consigliere Speciale al Cancelliere dello Scacchiere Norman Lamont.
Cameron stava lavorando con Lamont al momento del mercoledì nero, cioè quando la pressione degli speculatori sulla valuta spinse la sterlina inglese fuori dagli accordi europei di cambio. Cameron, che all'epoca era sconosciuto al pubblico, è visibile di fianco a Lamont quando fu ripreso durante l'annuncio del ritiro della valuta britannica dall'accordo di cambio. Alla conferenza del Partito Conservatore nell'ottobre 1992, Cameron dovette lavorare pesantemente per organizzare il dibattito sull'economia. Alla fine del mese, David Cameron si unì a una delegazione di Consiglieri Speciali che visitarono la Germania per migliorare le relazioni con l'Unione Cristiano Democratica; si rivelò brillante riguardo al contributo della Bundesbank alla crisi economica.
Il capo di Cameron, Norman Lamont, divenne impopolare insieme a John Major dopo il mercoledì Nero. Le tasse dovettero essere alzate nel 1993; l'impopolarità di Lamont non toccò però Cameron, che fu considerato un potenziale candidato "kamikaze" per le elezioni suppletive a Newbury (circoscrizione che comprendeva l'area in cui era cresciuto) nel 1993. Cameron, tuttavia, decise di non candidarsi.
Durante le elezioni suppletive, Lamont diede la risposta "Je ne regrette rien" a una domanda riguardo al fatto se gli dispiacesse di aver sostenuto di vedere "i colpi verdi di ripresa" oppure se volesse ammettere di "aver felicemente cantato in bagno" al momento dell'abbandono dell'ERM. Cameron fu identificato con uno dei giornalisti che ispirarono questa gaffe. Vi furono speculazioni riguardo al fatto che la pesante sconfitta conservatrice a Newbury sia costata a Cameron la possibilità di divenire Cancelliere dello Scacchiere (anche se poi, non essendo membro del Parlamento, non avrebbe effettivamente potuto). Lamont lasciò il posto alla fine del maggio 1993, e decise di non scrivere la tradizionale lettera di dimissioni; a Cameron fu data la responsabilità di fornire alla stampa una dichiarazione di auto-giustificazione.

### Ministero degli Interni
Dopo l'abbandono di Lemont, Cameron rimase al Tesoro per meno di un mese, prima di essere assunto dal Ministro degli Interni Michael Howard. Fu riportato in seguito che molti, al Tesoro, avrebbero preferito che Cameron continuasse lì la propria carriera. All'inizio del settembre 1993, Cameron si candidò parlamentare all'Ufficio Centrale dei Conservatori.

### Leader dei Conservatori

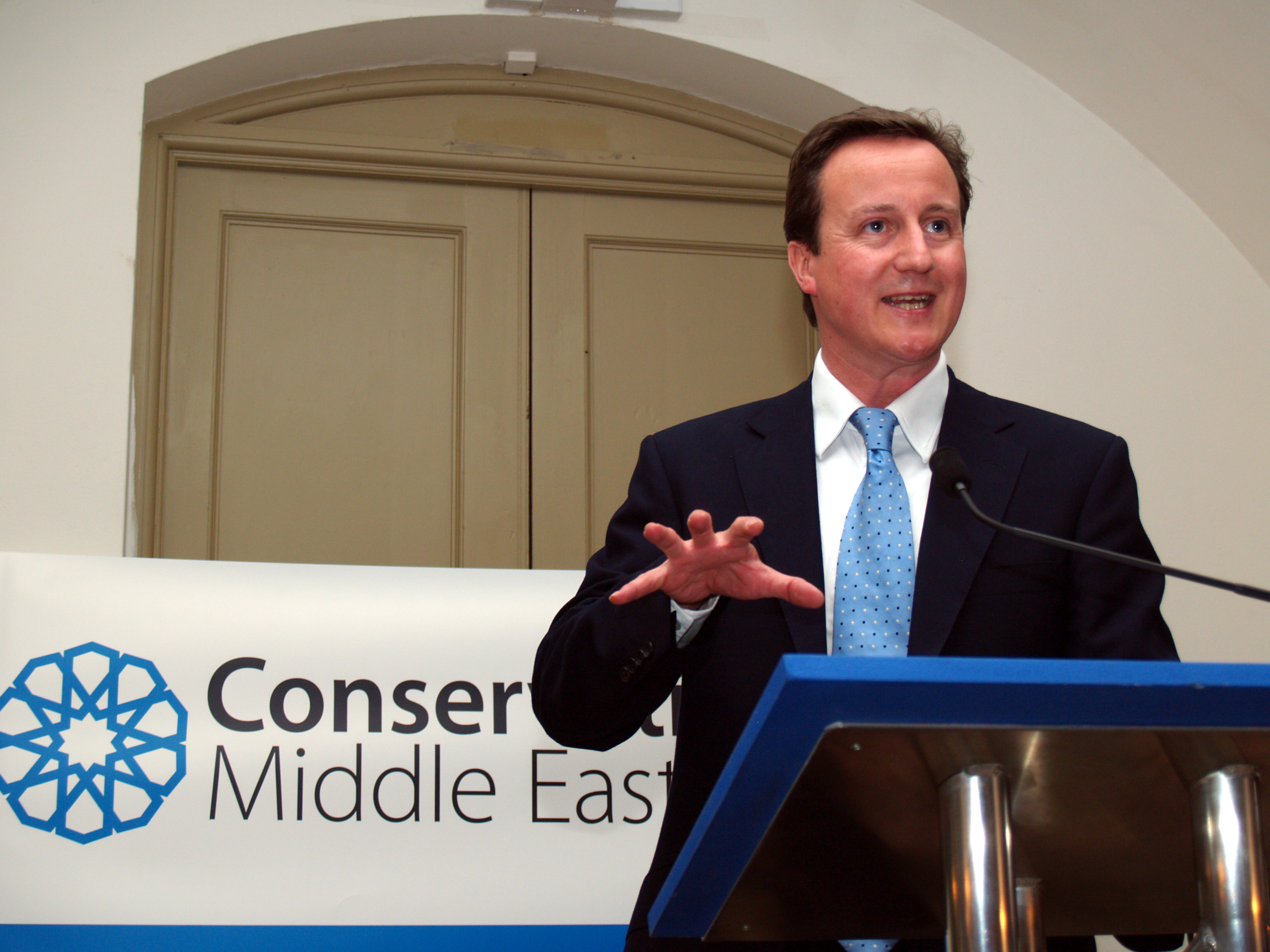
David Cameron, parlamentare, durante la cena di gala annuale del Conservative Middle East Council nel 2008

Il 6 dicembre 2005 David Cameron è stato eletto come nuovo leader dei Tory a seguito delle dimissioni del suo predecessore Michael Howard.

### Elezioni generali del 2010
Alle elezioni generali nel Regno Unito del 2010 del 6 maggio, David Cameron ha guidato i conservatori al loro miglior risultato dalle elezioni del 1992 (l'ultima volta che i conservatori avevano vinto), ottenendo la maggioranza relativa con 306 seggi, ma 20 seggi al di sotto della maggioranza assoluta. Per tale motivo, si è formato il primo cosiddetto hung Parliament (ovvero senza maggioranza assoluta) dalle elezioni generali del febbraio 1974. David Cameron ha quindi intrapreso un'azione di trattativa con il partito dei Liberal Democratici guidato da Nick Clegg, che ha portato agli accordi per una coalizione conservatrice e liberal-democratica alla guida del Regno Unito dopo tredici anni di guida laburista.

### Elezioni generali del 2015
Il 7 maggio 2015 si svolsero le elezioni generali in Gran Bretagna. Nonostante i sondaggi e molti opinionisti prevedessero un secondo hung parliament, il Partito Conservatore ottenne la maggioranza assoluta con 331 seggi alla Camera dei Comuni. Cameron poté dunque formare un secondo governo Cameron monocolore conservatore. Con questa vittoria Cameron è divenuto il primo premier a essere rieletto con un numero di voti maggiore che nella precedente elezione dal 1900 e il solo primo ministro con Margaret Thatcher a ottenere, dopo aver governato per un'intera legislatura, un numero di seggi maggiore che nella precedente elezione. Il secondo governo Cameron è inoltre il primo governo monocolore conservatore dal 1997.

### Primo ministro

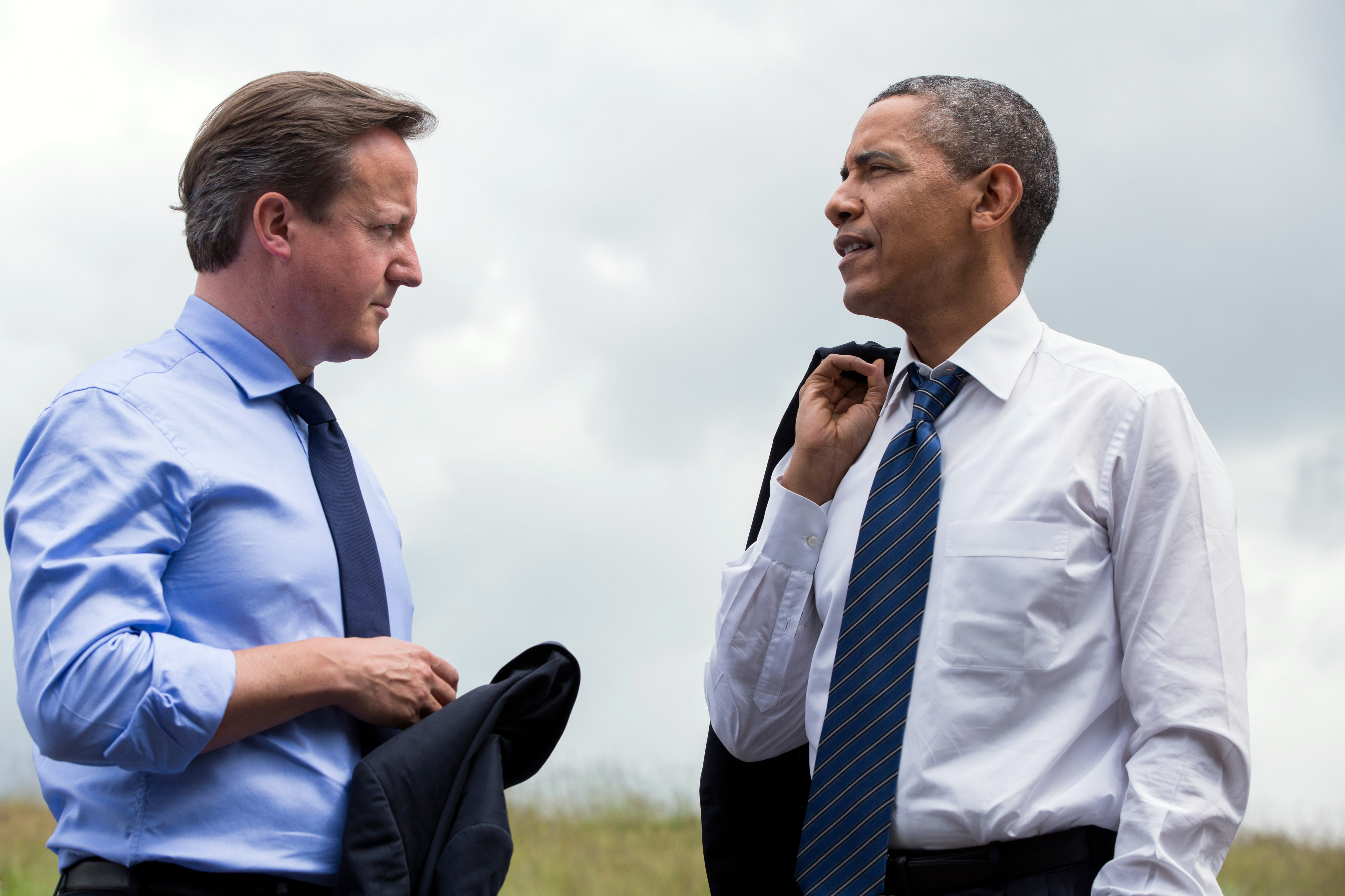
Cameron e Barack Obama nel 2013

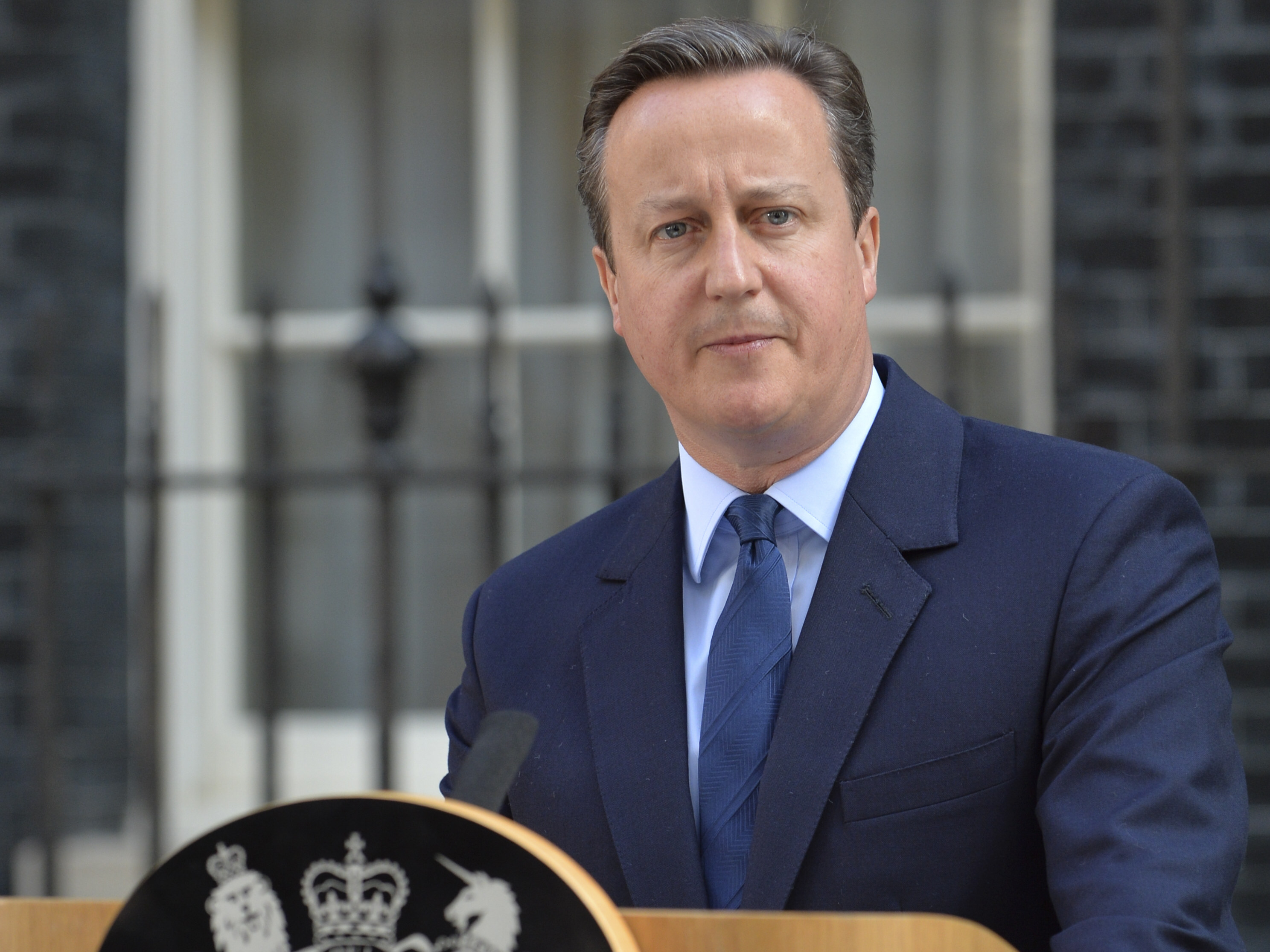
Cameron annuncia le sue dimissioni da Primo ministro in seguito al voto del Regno Unito sull'adesione all'UE

L'11 maggio 2010, a seguito delle dimissioni di Gordon Brown, la regina Elisabetta II incaricò Cameron di formare un governo. All'età di 43 anni, Cameron è divenuto il più giovane Primo ministro del Regno Unito dai tempi di Lord Liverpool, nominato nel 1812. Nel suo primo discorso fuori da 10 Downing Street, ha annunciato la sua intenzione di formare un governo di coalizione, il primo dopo la seconda guerra mondiale, con i Liberal-Democratici. Cameron ha spiegato come intendeva "mettere da parte le differenze tra i due partiti e lavorare duramente per il bene comune e per l'interesse nazionale". Una delle prime mosse di Cameron è stata la nomina di Nick Clegg, leader dei Liberal Democratici, a vice primo ministro l'11 maggio 2010. Insieme, i due partiti (conservatore e lib-dem) hanno 363 seggi alla Camera dei comuni, con una maggioranza di 76 seggi.
Il 7 maggio 2015, dopo la straordinaria vittoria dei Conservatori, la regina Elisabetta II conferma Cameron alla carica di Primo ministro che formerà stavolta un governo monocolore a maggioranza conservatore con 331 voti su 650 alla Camera dei Comuni (meno dei 363 del 2010 quando però fu essenziale l'appoggio dei LD per formare un governo di coalizione). È il secondo leader conservatore, dopo Margaret Thatcher a essere riconfermato Primo ministro consecutivamente dopo un mandato completo di cinque anni e ottenendo il più grande risultato in termini elettorali di voti, percentuali e seggi dalle elezioni del 1990 per i Tory. Tra le priorità assolute del nuovo governo vi è la rinegoziazione dei rapporti con l'Unione europea che porta al referendum sulla permanenza del Regno Unito nell'UE nel giugno 2016.
Il 24 giugno 2016, a seguito dei risultati del referendum sull'appartenenza del Regno Unito all'Unione europea, il primo ministro ha annunciato la possibilità delle sue dimissioni, dichiarando: "Serve una nuova leadership al Paese". L'11 luglio 2016 lascia la leadership del Partito Conservatore e il 13 luglio viene sostituito come Primo ministro dalla conservatrice Theresa May, a seguito di elezioni primarie.

### Abbandono del seggio parlamentare
Cameron rappresentava un collegio elettorale dell'Oxfordshire, Witney: il 13 settembre 2016 ha deciso di rinunciare al mandato parlamentare. La stampa ha messo in relazione la decisione con il rapporto, licenziato dalla commissione esteri della Camera dei comuni, che lo ha giudicato responsabile per "il fallimento nello sviluppo di una coerente strategia sulla Libia".

### Segretario di Stato per gli affari esteri
Il 13 novembre 2023 è stato scelto dal primo ministro Rishi Sunak, nell'ambito di un rimpasto di governo, come nuovo Segretario di Stato per gli affari esteri. Contestualmente è stata annunciata la sua nomina a pari a vita da parte di Re Carlo III e quindi membro di diritto della Camera dei lord con il titolo di Barone di Chipping Norton. La nomina è stata formalizzata il 17 novembre 2023, data in cui ha assunto il titolo di barone Cameron di Chipping Norton; si tratta del primo ex Primo ministro a ricevere tale trattamento dai tempi di Margaret Thatcher.

## Posizioni politiche

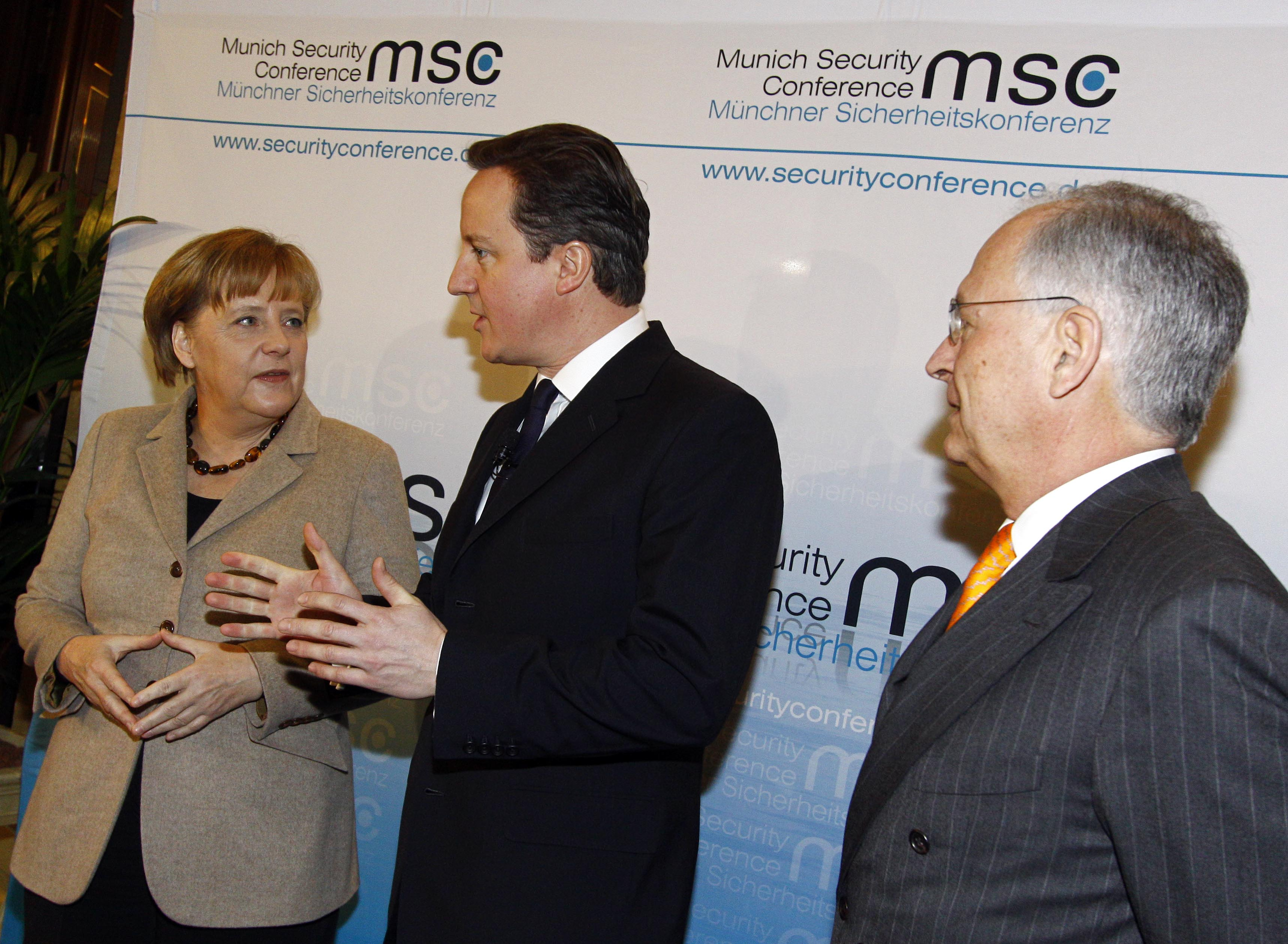
David Cameron e Angela Merkel alla Conferenza sulla sicurezza di Monaco il 5 febbraio 2011

Per aumentare la popolarità del Partito Conservatore, inizialmente Cameron mise in evidenza questioni relative alla protezione dell'ambiente, piuttosto atipico per i conservatori. Nelle questioni sociopolitiche, Cameron è considerato più liberale dei suoi predecessori, specialmente per quanto riguarda l'omosessualità. Cameron ha sostenuto la Civil Partnership Act in un voto parlamentare del 2004 (l'uguaglianza legale delle partnership tra persone dello stesso sesso - guardare Diritti LGBT nel Regno Unito). Cameron fa riferimento alla famosa frase di Margaret Thatcher, che affermò che la società non esisterebbe ("there is no such thing as society") e più volte ha sottolineato che quella società non debba coincidere con lo Stato (There is such a thing as society. It’s just not the same thing as the State.”).
Cameron si impegna inoltre ad ampliare l'assicurazione sanitaria pubblica, a ricostruire il National Health Service e ad adottare una politica di immigrazione flessibile.
Nel luglio 2005, in un discorso al centro di ricerca del Centro per la giustizia sociale, ha affermato che la sfida più grande per il Regno Unito non era affrontare questioni economiche ma sociali. Cameron ha descritto il suo concetto come una grande società. Per ricostruire la "società malata" della Gran Bretagna, vuole promuovere valori tradizionali, lavoro di volontariato e istituzioni sociali. L'obiettivo è quello di combattere i problemi che colpiscono così tante comunità, come strutture pubbliche fatiscenti, abitazioni carenti, famiglie distrutte, abuso di droghe e alti tassi di criminalità. In precedenza, ha detto che i conservatori dovrebbero sostenere corsi per genitori che non supportano adeguatamente i propri figli. Questi dovrebbero preferibilmente essere offerti da volontari.
Il successo di Cameron nelle elezioni del Partito Conservatore può essere attribuito alla sua capacità di portare nuova aria al partito, come Tony Blair (Primo ministro 1997-2007) aveva fatto nel Partito Laburista a quel tempo. Non solo per la sua giovinezza e per la sua inesperienza, Cameron è stato ripetutamente paragonato al giovane Tony Blair; Le sue abilità retoriche, la presentazione dei contenuti e il suo autoritratto come politico non convenzionale di una nuova generazione rivelano anche dei paralleli con Blair. Entrambi hanno negato la comunanza sottolineando le differenze nelle loro convinzioni politiche, per esempio riguardo alla politica europea o alla politica fiscale.

### Unione europea
Durante la crisi economica che colpì la Grecia, Cameron dichiarò che il Regno Unito non era obbligato a fornire il supporto economico alla Grecia (tranne che per quanto riguardava i fondi stanziati dal FMI), poiché il Regno Unito non aveva aderito all'euro.
In un discorso del 23 gennaio 2013, criticò l'elevato livello del debito, la "mancanza di competitività", il "controllo del pensiero" e la "perdita di fiducia della gente nelle istituzioni di Bruxelles" annunciando una rinegoziazione dei trattati britannici UE e un successivo referendum relativo alla permanenza del Regno Unito nell'UE. Nel Regno Unito il discorso fu ben accolto dai sostenitori del Partito Conservatore e dai rappresentanti del Partito per l'Indipendenza del Regno Unito (UKIP), mentre fu criticato sia dai liberaldemocratici (il cui presidente Nick Clegg era ministro nel Governo Cameron I) sia dal leader politico laburista Peter Mandelson.
Lo storico Dominik Geppert considera la ricezione negativa delle proposte di Cameron al di fuori del suo stesso paese come un segno dell'alto contenuto emotivo dell'UE in altri Stati e afferma: "In Germania, molte persone hanno alienato il Primo Ministro, perché Cameron ha esplicitamente affermato che l'Ue era un affare pratico e non emotivo per gli inglesi. L'Unione è un mezzo per raggiungere maggiore prosperità, stabilità, libertà e democrazia in Europa, ma non è fine a sé stessa. Qualsiasi sacralizzazione dell'unificazione europea è estranea agli inglesi."

### Multiculturalismo

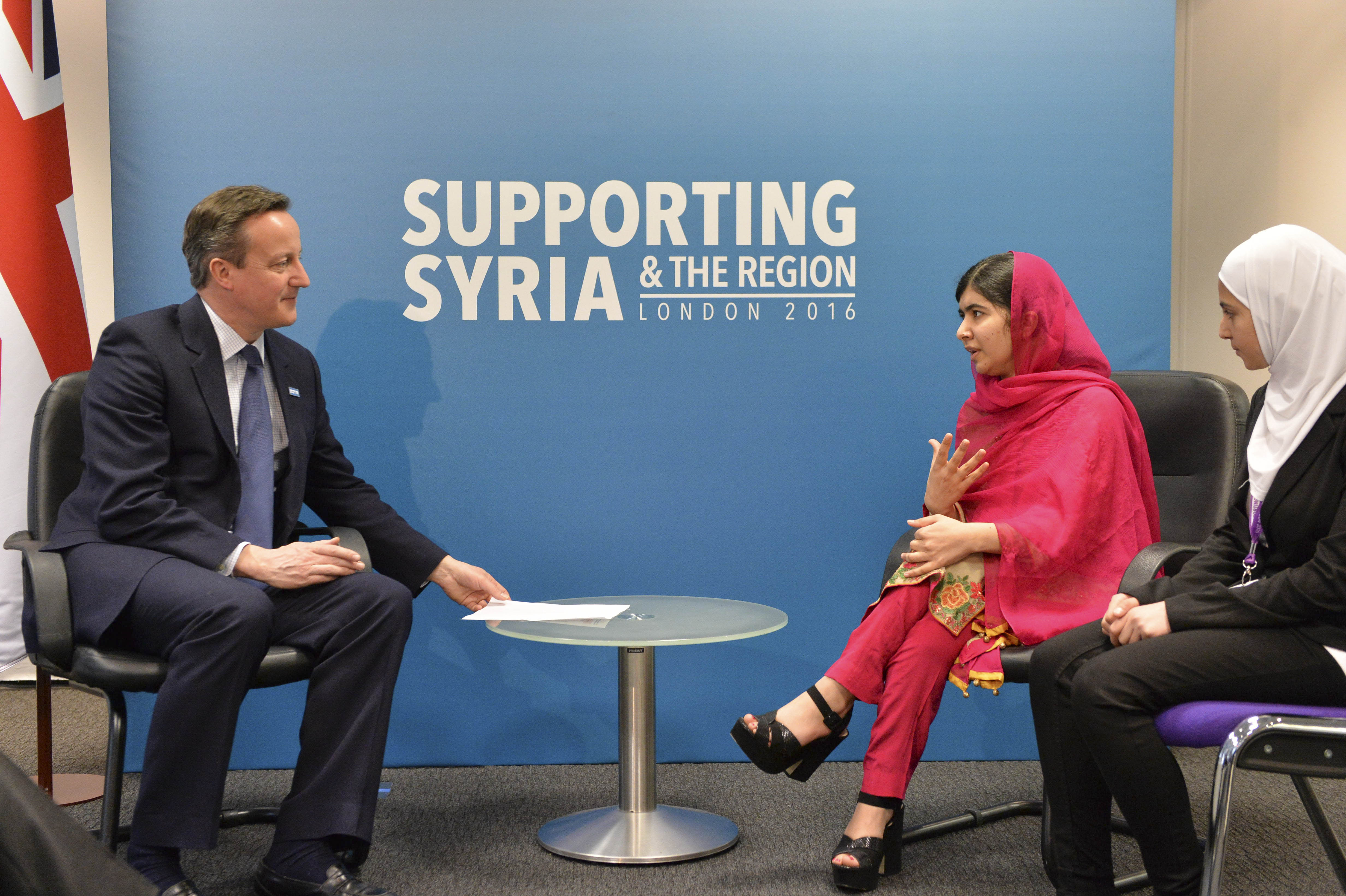
Cameron incontra Malala Yousafzai alla Conferenza sulla Siria il 14 maggio 2016.

In un discorso alla Conferenza sulla sicurezza di Monaco il 5 febbraio 2011 Cameron ha dichiarato che il "multiculturalismo di Stato" è un fallimento che ha portato alla segregazione, al separatismo, all'estremismo islamico, e al terrorismo. Ha invocato una "identità nazionale comune". Ha chiesto "un liberalismo attivo e forte" e ha annunciato che avrebbe intrapreso più azioni contro "organizzazioni islamiste e di base". Cameron aveva già dichiarato nel febbraio 2006 una chiara critica all'idea che "All'interno della Gran Bretagna, si dovrebbe rispettare le diverse culture in misura tale da consentirle - e anche di incoraggiare - di vivere l'uno dall'altro, separati e, a parte la corrente principale" questa idea è chiamata "multiculturalismo di Stato". In particolare, ha criticato la spinta di Rowan Williams, l'Arcivescovo di Canterbury, che sostiene un'estensione della shari'a all'interno del sistema legale britannico, e ha affermato che questo "multiculturalismo di Stato" ha portato alla scomparsa delle studentesse di Bradford e al loro matrimonio forzato. Il "multiculturalismo di Stato" ha portato a donazioni finanziarie per progetti artistici e altri sulla base di background etnici, dove ci sono diversi gruppi che fingono di rappresentare alcune minoranze, mentre competono per soldi. "Il multiculturalismo di Stato" porta le persone a tollerare vari comportamenti basati sulla cultura, anche se sono incompatibili con i diritti umani.

## Vita privata

### Famiglia

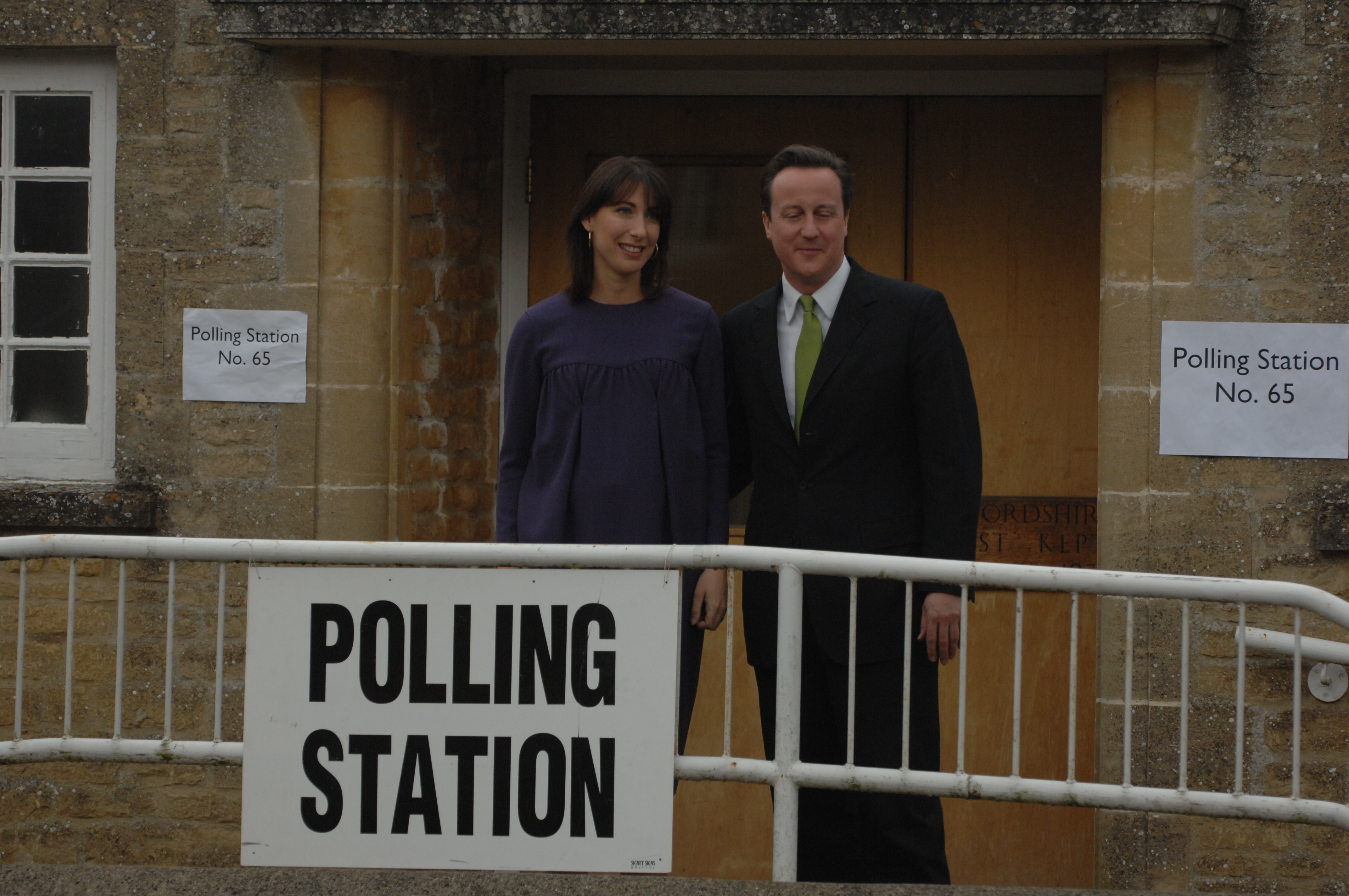
Cameron e sua moglie davanti al seggio elettorale nelle elezioni parlamentari del 2010

Cameron ha sposato Samantha Gwendoline Sheffield, figlia di Sir Reginald Adrian Berkeley Sheffield, VIII baronetto, e di Annabel Lucy Veronica Jones, il 1º giugno 1996 al Ginge Manor nell'Oxfordshire. David Cameron e sua moglie hanno avuto quattro figli. Il primo, Ivan Reginald Ian, era nato l'8 aprile 2002 a Londra con una rara combinazione di paralisi cerebrale e una grave forma di epilessia chiamata sindrome di Ohtahara. Ivan è morto a Paddington il 25 febbraio 2009 all'età di 6 anni, occasione nella quale Cameron ricevette le condoglianze da parte di molti politici. Dopo Ivan nacque Nancy Gwen (19 gennaio 2004 a Westminster, Londra), e il terzo figlio, Arthur Elwen (14 febbraio 2006 a Westminster). Il 24 agosto 2010, prematura di tre settimane, è nata in Cornovaglia la sua quarta figlia, Florence Rose Endellion.
Poco dopo l'elezione ha dichiarato che il suo modello politico è Winston Churchill.
Nell'ottobre 2015 è programmata l'uscita della sua biografia non autorizzata dal titolo "Call me Dave" scritta da Lord Michael Ashcroft e dalla giornalista Isabel Oakeshott.

### Eredità e ricchezza familiare
Nell'ottobre 2010, David Cameron ha ereditato 300 000 sterline dalla proprietà di suo padre, Ian Cameron, che aveva lavorato come agente di cambio nella City di Londra. Ian Cameron ha utilizzato fondi di investimento multimiliardari basati su paradisi fiscali offshore, come Jersey, Panama e Ginevra, per aumentare la ricchezza della famiglia. Nel 1982, Ian Cameron creò il panamense Blairmore Holdings Inc., un fondo di investimento offshore del valore di circa $ 20 milioni nel 1988, "non soggetto a tassazione sul reddito o sulle plusvalenze", che utilizzò azioni al portatore fino al 2006.
Nell'aprile 2016, in seguito alla fuga di documenti finanziari da Panama Papers, David Cameron ha dovuto affrontare le dimissioni dopo aver rivelato che lui e sua moglie Samantha avevano investito nel fondo offshore di Ian Cameron. Possedeva £ 31 500 di azioni del fondo e le vendette per un profitto di £ 19 000 poco prima di diventare Primo ministro nel 2010, a cui pagò l'intera imposta britannica. David Cameron ha affermato che il fondo è stato creato a Panama in modo che le persone che volevano investire in azioni e società denominate in dollari potessero farlo, e poiché la piena imposta britannica è stata pagata su tutti i profitti da lui effettuati non vi è stata alcuna scorrettezza. Migliaia di manifestanti hanno tenuto due marce a Londra nell'aprile 2016 per chiedere le dimissioni di Cameron.
Una stima del suo valore è di £ 3,2 milioni, e Cameron dovrebbe ereditare sostanziali ricchezze da entrambi i lati della sua famiglia.

### Tempo libero

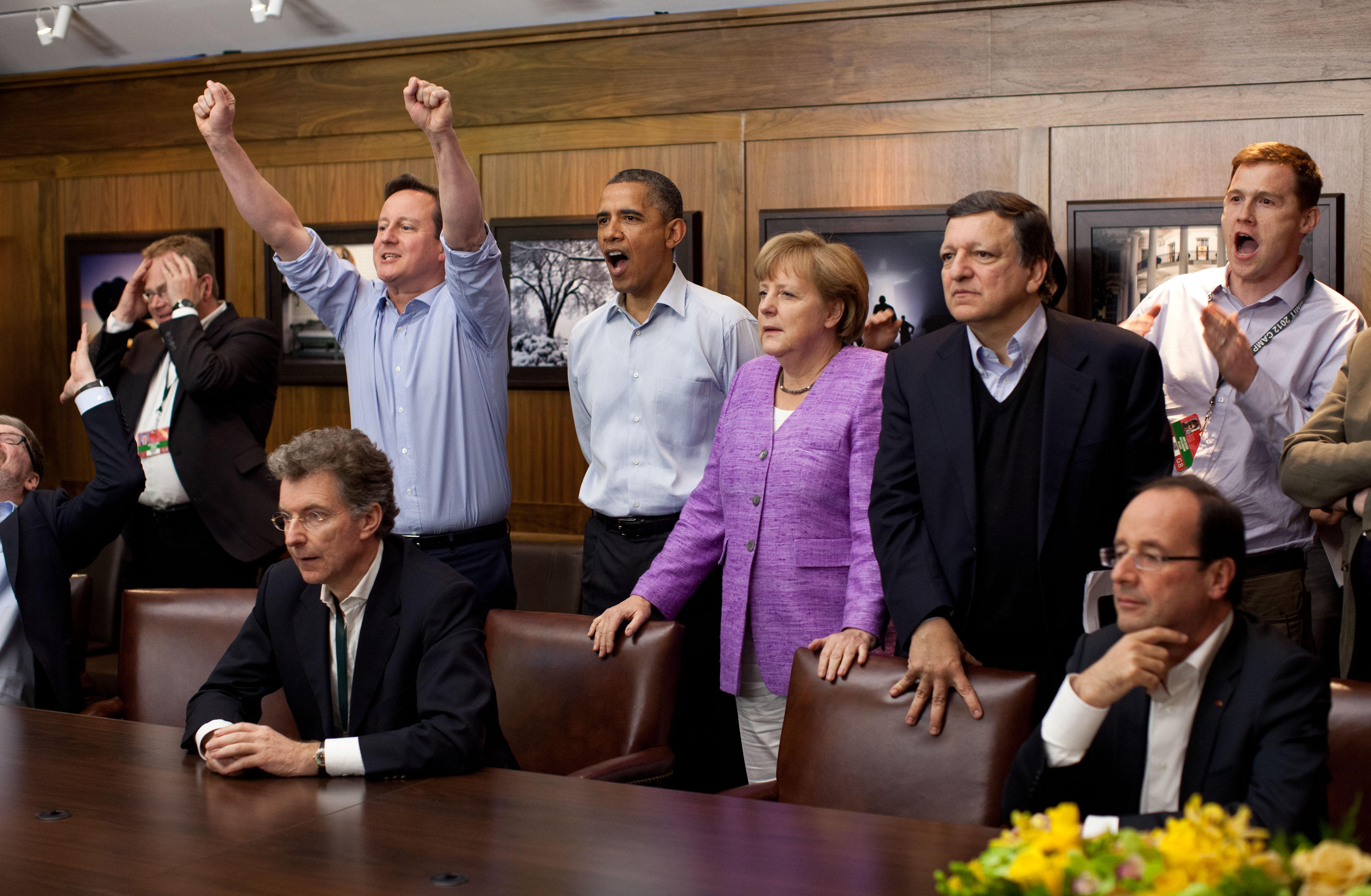
Cameron, Barack Obama, Angela Merkel, José Manuel Barroso, François Hollande, e altri guardano i calci di rigore del Finale della UEFA Champions League 2011-2012. Cameron festeggia la vittoria di Chelsea su Bayern Monaco

Prima di diventare primo ministro, Cameron usava regolarmente la bicicletta per andare al lavoro. All'inizio del 2006, è stato fotografato in bicicletta al lavoro, seguito dal suo autista in una macchina che trasportava le sue cose. Il portavoce del suo Partito Conservatore in seguito disse che questo era un accordo regolare per Cameron in quel momento. Cameron è un jogger occasionale e nel 2009 ha raccolto fondi per beneficenza partecipando alla Oxford 5K e alla Great Brook Run.
Cameron tifa Aston Villa. È anche un appassionato fan del cricket ed è apparso su Test Match Special.

### Fede
Durante una sessione di domande e risposte nell'agosto 2013, Cameron si è descritto come un cristiano praticante e un membro attivo della Chiesa d'Inghilterra. Sulla fede religiosa in generale ha detto: "Penso che la religione organizzata possa sbagliare le cose, ma la Chiesa d'Inghilterra e le altre chiese svolgono un ruolo molto importante nella società". Dice che considera la Bibbia "una sorta di guida pratica" sulla moralità. Egli considera la Gran Bretagna un "Paese cristiano" e punta a rimettere la fede in politica.

## Ascendenza
|                                         |                                       |                             | Genitori                        |  |  | Nonni |  |  | Bisnonni           |  |  | Trisnonni        |  |
|                                         |                                       |                             |                                 |  |  |       |  |  | Ewen Allan Cameron |  |  | Sir Ewen Cameron |  |
|                                         |                                       |                             |                                 |  |  |       |  |  | Ewen Allan Cameron |  |  | Sir Ewen Cameron |  |
|                                         |                                       | Josephine Elizabeth Houchen |                                 |  |  |       |  |  | Ewen Allan Cameron |  |  |                  |  |
| Ewen Donald Cameron                     |                                       |                             |                                 |  |  |       |  |  | Ewen Allan Cameron |  |  |                  |  |
|                                         |                                       | Rachel Margaret Geddes      | Alexander Geddes                |  |  |       |  |  |                    |  |  |                  |  |
|                                         |                                       | Rachel Margaret Geddes      | Alexander Geddes                |  |  |       |  |  |                    |  |  |                  |  |
|                                         |                                       | Rachel Margaret Geddes      | Frances Sharp                   |  |  |       |  |  |                    |  |  |                  |  |
| Ian Donald Cameron                      |                                       | Rachel Margaret Geddes      |                                 |  |  |       |  |  |                    |  |  |                  |  |
|                                         |                                       | Arthur Francis Levita       | Emile George Charles Levita     |  |  |       |  |  |                    |  |  |                  |  |
|                                         |                                       | Arthur Francis Levita       | Emile George Charles Levita     |  |  |       |  |  |                    |  |  |                  |  |
|                                         |                                       | Arthur Francis Levita       | Katherine Plumridge             |  |  |       |  |  |                    |  |  |                  |  |
| Enid Agnes Maud Levita                  |                                       | Arthur Francis Levita       |                                 |  |  |       |  |  |                    |  |  |                  |  |
|                                         |                                       | Stephanie Agnes Cooper      | Sir Alfred Cooper               |  |  |       |  |  |                    |  |  |                  |  |
|                                         |                                       | Stephanie Agnes Cooper      | Sir Alfred Cooper               |  |  |       |  |  |                    |  |  |                  |  |
|                                         |                                       | Stephanie Agnes Cooper      | Lady Agnes Cecil Emmeline Duff  |  |  |       |  |  |                    |  |  |                  |  |
| Lord Cameron of Chipping Norton         |                                       | Stephanie Agnes Cooper      |                                 |  |  |       |  |  |                    |  |  |                  |  |
|                                         | Sir William Arthur Mount, I baronetto | William George Mount        |                                 |  |  |       |  |  |                    |  |  |                  |  |
|                                         | Sir William Arthur Mount, I baronetto | William George Mount        |                                 |  |  |       |  |  |                    |  |  |                  |  |
|                                         | Sir William Arthur Mount, I baronetto | Marianne Emily Clutterbuck  |                                 |  |  |       |  |  |                    |  |  |                  |  |
| Sir William Malcolm Mount, II baronetto | Sir William Arthur Mount, I baronetto |                             |                                 |  |  |       |  |  |                    |  |  |                  |  |
|                                         |                                       | Hilda Lucy Adelaide Low     | Malcolm Low                     |  |  |       |  |  |                    |  |  |                  |  |
|                                         |                                       | Hilda Lucy Adelaide Low     | Malcolm Low                     |  |  |       |  |  |                    |  |  |                  |  |
|                                         |                                       | Hilda Lucy Adelaide Low     | Lady Ida Matilda Alice Feilding |  |  |       |  |  |                    |  |  |                  |  |
| Mary Fleur Mount                        |                                       | Hilda Lucy Adelaide Low     |                                 |  |  |       |  |  |                    |  |  |                  |  |
|                                         |                                       | Owen John Llewellyn         | Evan Henry Llewellyn            |  |  |       |  |  |                    |  |  |                  |  |
|                                         |                                       | Owen John Llewellyn         | Evan Henry Llewellyn            |  |  |       |  |  |                    |  |  |                  |  |
|                                         |                                       | Owen John Llewellyn         | Mary Blanche Somers             |  |  |       |  |  |                    |  |  |                  |  |
| Elizabeth Nance Llewellyn               |                                       | Owen John Llewellyn         |                                 |  |  |       |  |  |                    |  |  |                  |  |
|                                         |                                       | Anna Elizabeth Mann         | William John Mann               |  |  |       |  |  |                    |  |  |                  |  |
|                                         |                                       | Anna Elizabeth Mann         | William John Mann               |  |  |       |  |  |                    |  |  |                  |  |
|                                         |                                       | Anna Elizabeth Mann         | Julia Brown                     |  |  |       |  |  |                    |  |  |                  |  |
|                                         |                                       | Anna Elizabeth Mann         |                                 |  |  |       |  |  |                    |  |  |                  |  |

## Nella cultura popolare
Cameron appare nel video musicale della canzone dei One Direction One Way or Another, mentre i membri del gruppo cantano e ballano fuori 10 Downing Street a Londra.

## Distinzioni e onorificenze

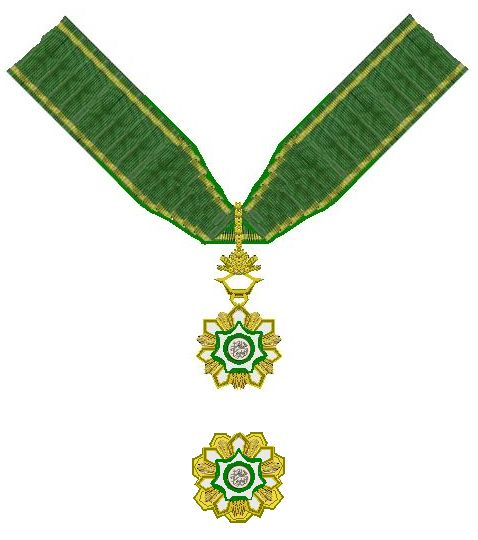
La placca et il nastro al collo dell'ordine del Re Abd al-Aziz

- 2005: Membro del Consiglio privato (GB);[53]
- 2023: Pari a vita.

### Altre
Premio "uomo di Stato dell'anno" 2015: "Onora i leader che sostengono la pace e la libertà, attraverso la promozione della tolleranza, della dignità umana e dei diritti umani". Premio assegnato dalla Fondazione Appeal of Conscience.